# Love Hina Final Selection
Pour plus de détails, voir Fiche technique et Distribution.
Love Hina Final Selection est un OAV résumant les 25 épisodes de Love Hina.

## Synopsis
Keitaro Urashima est un homme de vingt ans convaincu d'avoir raté sa vie. Il part vivre dans une école féminine, partageant son dortoir avec uniquement des élèves filles. Il devient finalement un héros respecté auprès des filles, qui tombent toutes amoureuses de lui. Il doit alors décider de qui il choisira comme compagne. Le film raconte sa relation avec l'étudiante choisie, Naru Narusegawa.

## Production
Cet OAV est inclus dans le coffret Love Hina Final Selection de Bandai Entertainment, sorti le 5 septembre 2001. Le coffret inclut une comédie musicale et cette vidéo dans un DVD supplémentaire.